# Disney XD (Latin-Amerika)
A Disney XD (Latin-Amerika) előfizetéses televíziós csatorna, amely a The Walt Disney Company kezében van. Az adó Latin-Amerikát és a Karib-térséget szolgálja ki. A régióban öt adásváltozatot terjeszt. Programján animált mesék és sit-comok érhetőek el. A program célcsoportja a 6–15 éves gyerekek és tinik. Közvetlenül a The Walt Disney Company tulajdonában lévő Disney Media Networks és The Walt Disney Company Latin America üzemelteti a csatornát.

## Története

Fox Kids logó 1998. és 2004. között.

Logó 2009. és 2015. között,amit a televízióban sávjelzőnek 2016. május 31-ig használtak.

A csatorna 1996. november 6-án indult el Fox Kids néven indult el harmadik tengeren túli adásként. Ugyanakkor ez volt az első, nem angol nyelvű csatorna.
2004. július 31-én a TV új márkát kapott, mely a Jetix lett, és ennek megfelelően megváltoztak a képernyőn látható grafikai elemek is. Adásba került egy új, eredeti műsor is, melyet a Disney fejlesztett ki, mely 2001. júliusban megvette a Fox Family Worldwide franchise-t, és így került hozzá a latin-amerikai rész. Ez lett az első Foc Kids csatorna, mely felvette a Jetix elnevezést. Egy hónappal később követte ezt a lépést egy hónappal később a francia csatorna követte, majd ezt átvették az egész világon. 
2009-ben, miután a Toon Disneyből Disney XD lett az Egyesült Államokban, a latin-amerikai részleg megerősítette, hogy ezt a nevet ki fogják rájuk is terjeszteni, és 2008. július 3-tól már őket is így fogják hívni. 2010. január 18-án bevezették a chilei sávot, (ami aztán csendes-óceáni sávként vált híressé), amit aztán elkezdtek sugározni Peruban, Bolíviában és Ecuadorban is, ahol a chilei időzónát használták. (UTC−4/-3) Ezzel ezek az országok leváltak az argentin sávról, amit 1996 óta használtak.
2015. júliusától a Disney új márkaelemeket jelentetett meg a csatorna latin-amerikai részeiben, amelyek a "#GameOn" programblokkokhoz voltak köthetőek. Ebben játékos megjelenítések voltak,és olyan sorozatokat mutattak itt be, mint a  Csillag kontra Gonosz Erők vagy a Penn Zero: a félállású hős. A márkaelemek a 2015-ös amerikai elemeken alapultak, és ezeket használták  2016 végétől kezdve. 2016. áprilistól a "Game On" programblokkból lett a Disney XD, majd az amerikai grafikák átvételével 2016. július 1-től lett ez a hivatalos név is.
2016. augusztusban a csatorna átváltott széles vásznú sugárzásra. 2017. júniusban megszánt független sávként a Csendes-óceáni sáv, és félig időeltolt csatorna lett, az argentín reklámok helyét pedig perui, chilei és ecuadori reklámok vették át.

## Adásváltozatok
A Disney XD (Latin-Amerika) négy adásváltozatra oszlik Közép és Dél-Amerikában.
- Mexikói: Mexikóban. Spanyol nyelven.
- Andoki: Kolumbiában, venezuelában, Karib-térségben, Chilében, Peruban, Ecuadorban és Bolíviában. Spanyol nyelven.
- Dél: Argentínában, Paraguayban és Uruguayban. Spanyol nyelven.
- Brazíliai: Brazíliában. Portugál nyelven.

## Fordítás
- Ez a szócikk részben vagy egészben  a   Disney XD (Latin American TV channel) című angol Wikipédia-szócikk ezen változatának fordításán alapul.  Az eredeti cikk szerkesztőit annak laptörténete sorolja fel. Ez a jelzés csupán a megfogalmazás eredetét és a szerzői jogokat jelzi, nem szolgál a cikkben szereplő információk forrásmegjelöléseként.